# Camille Gabriel Schlumberger
Camille Gabriel Schlumberger (* 11. November 1864 in Straßburg; † 1958 in Ribeauvillé) war ein elsässischer Textildesigner und Dekorationsmaler sowie Fabrikant von Toile-de-Jouy (bedruckter Kattun-Stoff).

## Leben
Camille Gabriel Schlumberger, erstes von drei Kindern des Colmarer Richters und Bürgermeisters Camille Schlumberger (1831–1897) und dessen Ehefrau Marie Marthe, geborene Zindel (1835–1912), studierte in den Jahren 1883 bis 1884 Malerei bei Heinrich Lauenstein in Düsseldorf. Außerdem studierte er Kunst an der École des beaux-arts in Paris und Gestaltung bei Eugène Grasset an der École normale d’enseignement du dessin des Alphonse Théodore Guérin (École Guérin) in Paris. Dort begann er, florale Jugendstil-Muster für Tapeten und Stoffe zu entwerfen. Am 5. November 1891 heiratete er in Straßburg Marie Louise Ehrhardt (1868–1892), die am 8. August des folgenden Jahres starb, und am 29. August 1898 in Rappoltsweiler Jeanne Lucie Steiner (* 1872), die Tochter des Rappoltsweilerer Textildruckers und Webereibesitzers Charles Frédéric Steiner (1842–1912), in dessen Unternehmen er als Textilgestalter arbeitete. Das Paar hatte zwei Söhne, Charles Camille, genannt Simon (1899–1972), und Jean Godefroy (1901–1963). 1927 wurde Schlumberger Leiter des Unternehmens, das Baumwolle webte und bedruckte (Toile-de-Jouy).
1906 veröffentlichte Schlumberger das Buch Portraits mulhousiens de la fin da XVIe au commencement du XIXe siècle.